# 치우후프군

포모제주 지도에 표시된 치우후프군의 위치

치우후프군(폴란드어: powiat człuchowski)은 폴란드 포모제주에 위치한 군으로 군청 소재지는 치우후프이며 면적은 1,574.41km2, 인구는 56,225명(2019년 기준), 인구 밀도는 36명/km2이다.
북쪽으로는 비투프군, 동쪽으로는 호이니체군, 남쪽으로는 쿠야비포모제주 셍풀노군, 남서쪽으로는 비엘코폴스카주 즈워투프군, 서쪽으로는 서포모제주 슈체치네크군과 접한다. 7개 지방 자치체(1개 도시, 2개 도시형 농촌, 4개 농촌)를 관할한다.

군기
군 문장